# قره‌قاسقا
قره‌قاسقا (قزاقی: Қарақасқа)  یک دریاچه در استان پاولودار کشور قزاقستان است.